# 大韓民国の経済
大韓民国の経済（だいかんみんこくのけいざい、朝鮮語: 대한민국의 경제）では、大韓民国（1948年建国から現代まで）の経済の数値・発展・歴史などについて詳しく解説する。朝鮮民主主義人民共和国の経済状況や朝鮮半島全体の経済発展史についての説明は、本ページに含まれていない。

## 概要
現代韓国の経済体制は、混合経済と財閥経済の利点を組み合わせ、軍需品から民生品、精密工学から娯楽発信までバランスよく発展している。主要な産業や製品には武器製造、自動車、家電機器、造船、鉄鋼、採掘、建築材料 、化学製品、スマホ、メモリー、アイドル産業、ファッション、化粧品などがある。家電製品の分野では世界的牽引国であり、テレビ・液晶ディスプレイ・有機ELディスプレイはいずれも世界シェア1位である。
2022年時点では世界12位の名目GDPと世界6位の軍事力を有し、OECD・G20・パリクラブのメンバーとなっている。国連工業技術力指数は世界3位。1980年以降、かつて最貧国だった韓国は発展途上国の立場から一転して、世界有数の高所得国の一つとなった。一時的に新興工業経済地域（NIEs）の一つに数えられたが、今ではアジアの経済大国としてIMF（国際通貨基金）から先進経済国の地位を認められた。そして、1996年にはアジアで2番目のOECD（経済協力開発機構）加盟国となり、人間開発指数が「非常に高い」という分類に入った。
韓国は米軍占領下から独立した直後の1950年に朝鮮戦争が勃発し、アメリカや日本統治時代から残されていたインフラが壊滅状態に陥り、GDP、1人当たりGDPともに世界最下位までに落ち込んだ。このため、1950年代から1960年代まで米日両国からの資金援助を受け続けており、韓国国産の工業設備を持つことが出来なかった。しかし、1970年代の初頭から韓国政府は「全国の資源を財閥へ集中させる」という国策を打ち出し、「漢江の奇跡」と呼ばれる高度経済成長が実現した。

## 歴史
韓国の経済は常に戦争と関わっており、各戦争は韓国の経済にさまざまな新たな機会をもたらしてきている。
大韓民国の建国を主導したアメリカ政府は、韓国が自力で北朝鮮・中国・ロシアからの軍事的脅威に対処し、その経済もNATOの先進国たちに追いつくため、「軍需産業」や「重工業」を中心に積極的に韓国を支援し続けている。これが韓国の経済成長の原動力となって、ほかの先進国と比べると韓国は偏重なく、バランスの取れた生産チェーンが国内に密集しているのが特徴である。

### 朝鮮戦争のときの保護主義経済
1961年、朴正熙将軍が大韓民国を掌握するとき、政治的な不安定さが引き起こされていた。そこで朴正熙は旧大日本帝国が朝鮮半島南部に残した財閥・銀行・地主の持つ資金を一切没収し、それを韓国国民の銀行口座に還元することで、国民の支持を得て政局を安定させた。
早すぎる私有化と資本主義化は韓国の貧富の差を拡大させてしまうと考え、ソ連型社会主義を模倣して「五カ年計画」を通じて経済の再建を模索してみた。朝鮮戦争が終わったあと、韓国の技術者たちは破壊を克服して、記憶を頼りに工場や設備の80%を復元することができた。
しかし、進んだ技術や国産の機械設備を持ってないことから、戦後の十数年間に韓国はまだ経済未発達の状態であった。国内の商業活発性を引き出すため、韓国政府は保護主義の政策が続き、原材料以外の外国製品を輸入禁止した。これにより、かつて日本統治時代に農業労働しかできない韓国人は一定の工業技術を習得し、商人や資産家の商売活動を活性化させていた。

### ベトナム戦争のときの軍民両用経済
大統領となった朴正熙は1961年11月の訪米のとき、大韓民国政権の正当性を固めことや米国支配層の歓心を媚びるために、当時のアメリカ大統領ケネディに対して「ベトナム出兵」を申し出た。南ベトナムに派兵された韓国軍兵士たちは、2個師団プラス1個旅団の延べ3.1万名で、最盛期には5万名を数えた。韓国軍兵士や出稼ぎの民間人による本国への送金は、年に1億2千万ドルを数え、1969年の韓国の外貨収入の2割に達した。これは「ベトナム特需」と呼ばれ、1965年から1972年までのベトナム特需の総額は10億2200万ドルにのぼる。
韓国は南ベトナムに軍人派遣だけではなく、多くの武器も提供し、その軍事工場は戦後すぐに民生品の製造に転用され、韓国の製造産業の繁栄を促した。例えば、戦闘機のプロペラ製造技術は扇風機のファンや船舶のエンジンに、戦車のタイヤ製造技術は自動車やトラクターに応用した。ベトナム戦争中、もっとも多くの軍需品を製造したのは韓国の財閥だった。韓国の財閥は日本の財閥と異なり、「家族経営の多角化企業グループ」のことを指す。
戦争で功勲のある財閥を称えるために、韓国政府は現代・サムスン・LGなどに税制優遇・搾取制度の合法化・安価または無償の資金調達など、さまざまな奨励政策をあげ続けていた。財閥たちは工業からの収益を弱い農業やサービス業に再投資し、韓国は短期間で数百万人の労働力を都市の製造拠点に満たした。こうして韓国の実体工場にいる労働者が徐々に減り、工場自動化システムが進展していて、労働力依存の問題が解消された。しかしその欠点も顕著で、財閥ではない韓国の中小企業は生存空間が徐々に奪われていった。

### 冷戦のときの輸出志向型経済
冷戦には、韓国がアメリカとの『米韓相互防衛条約』による巨額な軍事や資金援助を受けていて、また日本との『日韓基本条約』による援助も加えて、最終的に国際競争力を持つ国家へと成長した。アメリカの「人権尊重および労働者への保護政策」の思想の下、韓国財閥は取り組みを変え、社員の賃金や労働条件を改善し、国内消費を増加させた。ソウルの実業家たちは新しい設備や管理理念を導入しつつ、工場の生産量や商品の品質を増やした。韓国の職場環境はまだ欧米レベルには及ばないが、それでも発展途上国や建国当初の状況を大きく超えた。こうして韓国はアメリカの影響下で「漢江の奇跡」を達成していて、1980年代では正式に低所得国から中所得国へと昇格した。
もう一つの急速的な工業化ができる要因は、1960年代初頭に採用された「外向型戦略」にあり、この戦略は当時の韓国に最適だった。「韓国人の貯蓄率が低く、国内市場が小さい」という課題を克服するため、労働集約型製品の輸出を通じて競争優位性を確立し、ドイツや日本の成功例を参考に企業の新技術開発を促進し、多額の補助金を提供して競争力を高めてみた。長い時間にわたって米日両国に支配し続けられていた韓国工業界は、この時から独創性を重視しはじめ、最初に遭った輸出不振の問題を解決した。また、欧米や日本からの外国資本が流入したことにより、財閥は政府の規制をちゃんと遵守して国際市場を開く、外国から貰った資金で韓国国内のインフラ整備を発展していた。
1986年、韓国の製造業がGDP（国内総生産）の約30％を占め、労働力の25％を担っていた。1989年、石油危機の影響で「多様性や分散化を重んじる経済政策」に転換し、意図的に米日への輸出を減らし、欧州連合や中国・台湾・東南アジアへの輸出を増やした。その結果、1990年代の韓国はさらに収入増加し、アジア屈指の高所得国の一つとなった。2000年代に入ると、強すぎるウォン・賃金や労働コストの上昇・頻繁なストライキ・金利の上昇などの経済の課題に直面し、多くの軍用部品・自動車・電子部品・繊維品などが在庫を抱え、生産量を減らした。その結果、韓国政府はファッション業界やアイドル産業・美食・観光などにも力を入れ、実在の商品を提供する「製造面」だけでなく、人間の精神を支える「文化面」も発展しようと図った。

## 財閥による支配
韓国の経済は、そのほとんどをサムスングループ、LGグループ、SKグループおよび、分割された現代財閥、解体された大宇財閥の系列企業で占められており、その構造的な問題点を指摘する声もある。
2017年の財閥（チェボル、ko:재벌）上位10のGDPは国内の66 %を占める。
サムスンへの依存の高さ
韓国のGDPにおいてサムスングループに依存する割合が高く、2019年の韓国のGDP（国内総生産）の19.4 %である。

## アジア通貨危機
1997年のアジア通貨危機のため、韓国経済は大きな危機に直面し、大量倒産や失業と財閥解体が起こった。韓国は国際通貨基金（IMF）の管理下に入り、経済支援を受けた。金大中政権（「朝鮮戦争以来の国難」を受けて発足した野党政権）による、現代財閥の分割や大宇財閥の解体などが行われた。この危機時の借入金は、のちにIMFに対しては2001年8月、アジア開発銀行に対しては2005年までに完済された。

## 韓国経済の問題点
アジア通貨危機以前は、多くの財閥企業が存在し、傘下の企業が過当競争を繰り広げていたが、IMF管理下で市場の寡占化と外資導入が進んだ。市場の寡占化の結果、企業は国内では海外よりも高値で販売して利益を上げている。大手輸出企業は外国人株主が半数を占めることになった。大手輸出企業は人件費を切り下げて競争力を高め、グローバル市場で競合に打ち勝って利益をあげており、さらに税制優遇措置を受けている。
また社会保障の支出は対GDP比7.7 %と、OECD加盟国中でも極端に低く、最下位である。このように従業員や消費者よりも株主を優遇する経済構造となっている。

経済協力開発機構（OECD）の報告による各国年間平均労働時間の推移(1970年以降)

OECD諸国の時間あたりのGDPで算出した労働生産性の推移（米国を100とする比率%）

アジア通貨危機による経済的な危機から脱却して以降は、半導体やインターネット関連事業の成長により、貿易が黒字基調に転化した。その一方で、通貨危機以前は比較的緩やかだった貧富の差が拡大する傾向にある。金大中政権でのクレジットカード振興策によって2000年頃よりクレジットカードの利用が増加し、内需拡大の一端ともなったが、2003年頃には自己破産が急増し国内での信用不安が高まったため、金融恐慌状態となり内需不振となった。2005年～2006年にかけても国内消費の低迷をはじめ原油高、ウォン高が起きた。2000年頃から、人件費が安く、消費が拡大している中国などに生産拠点を移す韓国企業も増えてきており、産業の空洞化も懸念されている。特に近年、中国の安い人件費に抗えず、かといって日本の先端化された技術に追いつくこともできないジレンマに陥っており、韓国内ではサムスングループ総帥の李健熙らが、サンドウィッチに喩えたことから「日中サンドウィッチ論」と呼ばれている。現在では円キャリー取引などの一環で外国人投資家の投資が集中しており、それに伴うウォン高、不動産価格の上昇などが不安定要因として存在している。
また、韓国では労働時間が長く、労働生産性（Labour productivity）も低い。経済協力開発機構の調査では、2014年の韓国の年間労働時間は2057時間で、メキシコ（2327時間）、チリ（2064時間）に次いで3番目に長い。
特に2010年代以降には、「ヘル朝鮮（地獄のような朝鮮半島の意味）」「スプーン階級論」「三放世代」など、受験戦争の熾烈さや格差の大きさ、腐敗した政治、高い自殺率といった「韓国社会の生きづらさ」を韓国国民が自ら嘆くスラングが次々と誕生している。このような韓国社会の様相は人口構造にも大きく影響をもたらしている。特に文在寅政権発足後の2017年以降は合計特殊出生率の低下が著しく、2018年には0.98（先進国の場合、人口置換水準は2.08程度）を記録しOECD加盟国で2番目に低いスペインの1.23を大きく下回り最下位となった。2020年には0.84とさらに下がり、この年韓国の人口は史上初めて自然減少した。世界でも類を見ない極度の低出生率によって今後も高齢化、人口減少が急速に進行し、2065年の高齢化率は47 %と日本（38 %）などを大きく上回り世界最高、逆に生産年齢人口比率は45 %と世界最下位になるとされた。

### 労働市場改革
2018年には労働基準法 (韓国)が改正された。要点は以下の通り。
1. 週あたり労働時間上限を、68時間から52時間に短縮（第51条）。これには残業、休日出勤を含む。
2. 18歳未満労働者の最大労働時間を、週40時間から週35時間に引き下げ（第69条）。
3. 民間企業に対し、法定の有給休暇取得を義務化（第61条）。
4. 常時30人未満の労働者を使用する事業所では、労働者代表と書面による合意を行った場合は52時間上限とは別に、週8時間を超えない範囲で労働時間の延長が可能（第61条）。

## 経済指標

### 経済成長率
2004年: 4.9 %
2005年: 3.9 %
2006年: 5.2 %
2007年: 5.5 %
2008年: 2.8 %
2009年: 0.7 %
2010年: 6.5 %
2011年: 3.7 %
2012年: 2.3 %
2013年: 2.9 %
2014年: 3.3 %
2015年: 2.8 %
2016年: 2.9 %
2017年: 3.1 %
2018年: 2.7 %
2019年: 2.0 %
2020年: −1.0 %
※ 統計庁経済成長率(基準年価格GDP) (OECD)

### インフレーション率
2003年: 3.5 %
2004年: 3.6 %
2005年: 2.8 %
2006年: 2.2 %
2007年: 2.5 %
2008年: 4.7 %
2009年: 2.8 %
2010年: 3.0 %
2011年: 4.0 %
※韓国統計庁データベースより。

### 失業率

OECD各国の25-64歳人口における労働参加率。

2003年: 3.6 %（13.0 %, 7.7 %）
2004年: 3.7 %（14.1 %, 7.9 %）
2005年: 3.7 %（12.5 %, 7.7 %）
2006年: 3.5 %（10.4 %, 7.7 %）
2007年: 3.2 %（9.3 %, 7.1 %）
2008年: 3.2 %（10.2 %, 7.0 %）
2009年: 3.6 %（12.2 %, 7.9 %）
2010年: 3.7 %（11.9 %, 7.8 %）
2011年: 3.4 %（10.8 %, 7.4 %）
※カッコ内は15歳 - 19歳、20歳 - 29歳の若年失業率。求職断念者と不就業者は統計に含めず。
韓国統計庁データベースより。
韓国では失業者の定義が非常に狭く、働いていない多くの人が失業者として扱われていないという。2011年10月27日の東亜日報の記事では、国際労働機関(ILO)標準のアンケート方式で調査すると、潜在失業率は21.2 %に上るとされている。韓国の失業率はOECD加盟34箇国中トップクラスの低さであるが、労働参加率では下から数えたほうが早い。

## 海外からの投資
2021年の海外から韓国のユニコーン企業に対する投資は、日本円に換算して約6,600億円で前年比の8倍にも及んでいる。韓国のユニコーン企業が海外から注目されるきっかけを作ったひとつに、宅配アプリ大手「クーパン」の上場がある（2022年現在、会員数1,700万人）。夜中に注文して翌日届く流通システムを整備。クーパンのビジネスモデルは米国やシンガポールなど、海外での展開も始まっている。2021年3月にはニューヨーク株式市場に上場、海外企業の新規上場としては中国のアリババ以来の規模で大きな話題となった。
このような背景から、韓国政府は一つの庁に過ぎなかった部門を格上げして、新たに「中小ベンチャー企業省」を創設。スタートアップ企業などへの投資額は2021年、9兆ウォンにのぼり過去最大となった。同省によると、中小企業やスタートアップ企業で働く従業員は73万人で、サムスン電子など4大財閥の合計従業員数よりも多い。韓国でユニコーン企業はこの5年間で5倍になったと言われている。